# Notall
notall（ノタル）は、「世界のみんなと一緒に育てる、次世代型ソーシャルアイドル」をコンセプトに活動していた日本の3人組女性アイドルグループ。ワロップ放送局プロデュース。WALLOP ENTERTAINMENT所属。2024年7月1日にAdorable Punch（アドラブルパンチ）に改名した後、2025年3月13日に解散した。

## コンセプト
グループ名は英語の「not all(＝全てではない)」からの造語で「メンバーには、限界を見つけないで、有名になっても満足せず、いつまでも前を向いて上を目指して頑張って欲しい」という思いが込められている。
notallのコンセプトは「世界のみんなと一緒に育てる、次世代型ソーシャルアイドル」。SNSを通じてグループ名、ニックネーム、ロゴ、衣裳デザイン、グッズ、CD収録曲、ライブ写真などを一般公募するなど、ソーシャルネットワークと親和性の高い展開が特徴的。公募が採用された者は「ソーシャルプロデューサー」と呼ばれ、オフィシャルサイトにクレジットが記載される。

## メンバー

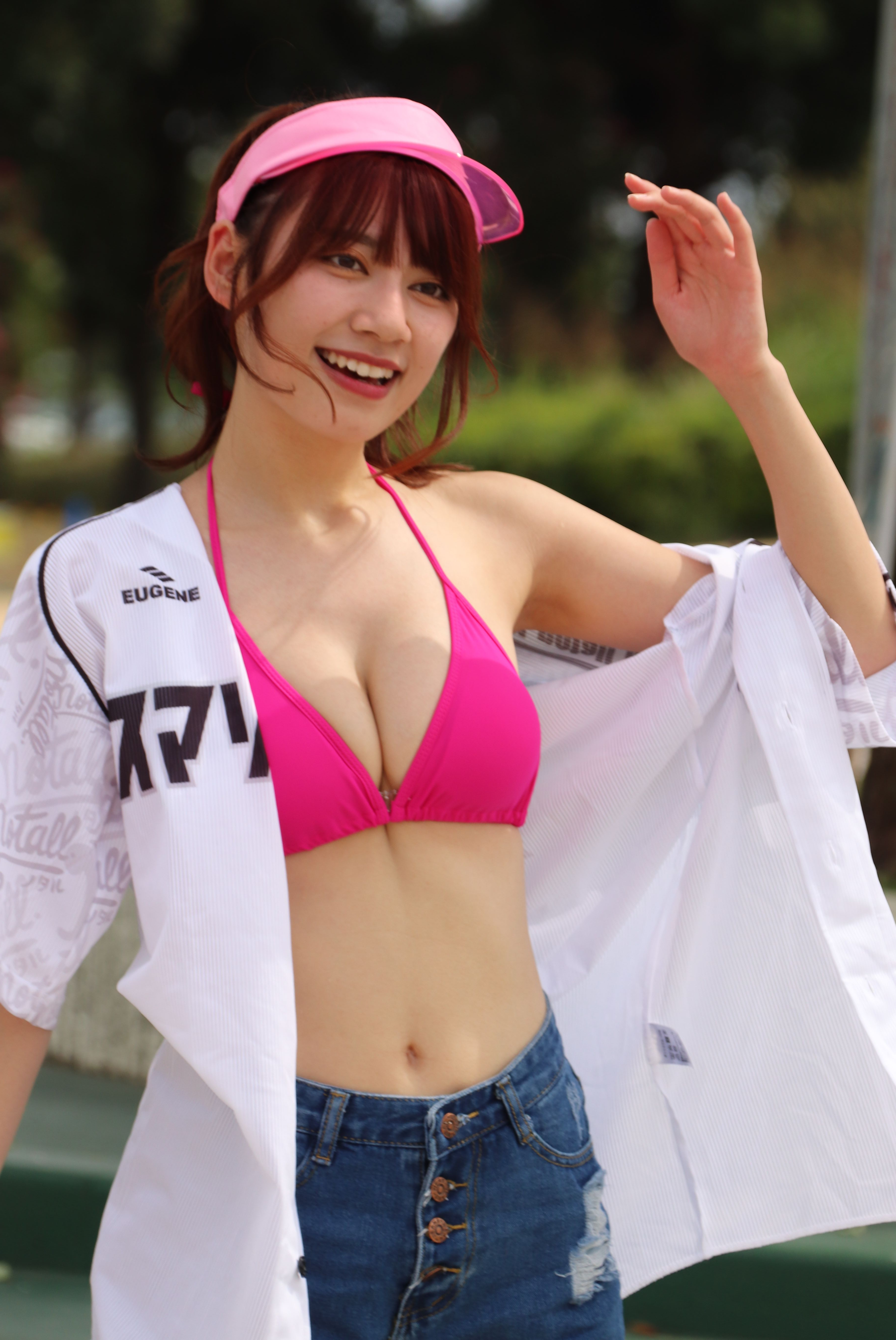
広山楓
（2022年9月17日・近代麻雀水着祭にて）

| 名前     | 読み            | ニックネーム | 生年月日               | 血液型 |
| -------- | --------------- | ------------ | ---------------------- | ------ |
| 広山楓   | ひろやま かえで | かえちゃん   | 1999年10月18日（25歳） | B型    |
| 夏井るな | なつい るな     | るなな       | 2001年9月3日（23歳）   | A型    |
| 美波舞緒 | みなみ まお     | まおタン     | 2002年3月3日（23歳）   | AB型   |

### 過去のメンバー
| 名前     | 読み          | ニックネーム | 生年月日              | 血液型 | 備考                                              |
| -------- | ------------- | ------------ | --------------------- | ------ | ------------------------------------------------- |
| 渡邊ちこ | わたなべ ちこ | べちこ       | 1991年10月4日（33歳） | B型    | 2019年3月21日 卒業                                |
| 佐藤遥   | さとう はるか | さとはる     | 1992年2月6日（33歳）  | B型    | 2022年5月21日 卒業                                |
| 片瀬成美 | かたせ なるみ | なーちゃん   | 1992年7月6日（33歳）  | A型    | 2022年5月21日 卒業                                |
| 田崎礼奈 | たさき れいな | たさきょん   | 1995年3月8日（30歳）  | A型    | 2022年5月21日 卒業                                |
| 有村莉彩 | ありむら りさ | りさてぃ     | 1999年1月6日（26歳）  | O型    | 2022年6月11日 卒業                                |
| 音井結衣 | おとい ゆい   | おゆい       | 2001年1月9日（24歳）  | O型    | 2023年9月17日 卒業 現SWEET STEADY（2024年3月 - ） |
| 新田清乃 | にった きよの | きよのん     | 2000年8月3日（24歳）  | B型    | 2023年9月17日 卒業                                |

## 略歴
2014年
- 4月10日、ワロップ放送局の次世代型ソーシャルアイドルグループのプロデュースに先立ち「ソーシャルアイドルオーディション」としてメンバーを募集
- 5月30日、オーディションの結果、片瀬成美、田崎礼奈、渡邊ちこ、佐藤遥の4名でnotall結成。同日、FacebookアプリやTwitterにて「アイドルグループ名」、「メンバーのニックネーム」、「彼女たちに言ってほしいセリフ」の募集開始[3]。
- 6月26日、デビュー曲「恋のスマソークラ」を世界111ヵ国に配信。iPhone 5Sで撮影、iPad Airで編集されたミュージックビデオはYouTubeで無料配信され話題となる[4]。
- 6月26日、オリジナル楽曲の公募開始。
- 6月27日、日本のガールズポップカルチャーを海外に発信する情報サイト「Tokyo Girls’ Update」に紹介される[5]。
- 6月29日、「第3回 ワールドグルメ&ミュージックフェスタ in 代々木公園 2014」に出演[6]。結成から29日という短期間でステージデビューを飾る。
- 7月3日、「恋のスマソークラ」CD化にともない、ジャケットに掲載するデビュー当日の写真をハッシュタグ（#notall_photo）で公募。
- 7月4日、ステージ衣装（第1弾）の公募開始（2014年7月14日応募締切）。後日、フリーデザイナー福田絵理のデザインが採用される[7]。
- 7月7日、Amazonの配信セールスランキング1位を獲得(デジタルミュージック、J-POP部門、アルバム部門)[8]。公式Facebookページに歓喜の声が投稿される[9]。
- 7月25日、ステージ衣装(第2弾)、PV動画、notall公認LINEスタンプ、「恋のスマソークラ」Remix曲をそれぞれ公募。
- 7月26日、代々木公園で開催された「第2回 タイフェアin東京2014 & 渋谷ハワイアンフェスティバル2014」に出演[10]。
- 7月27日、ディファ有明で開催された「東京アイドルゲート"PURE"ライブ」に、公募したステージ衣装で出演[11]。

2015年
- 7月12日、デビュー1周年を記念して初のワンマンライブ「notall 1st Anniversary Live ～Co-Creation Summer Party～」を新宿ReNYにて開催。
- 7月13日、1st Anniversaryシングル「my baby,my lover」をリリース。
- 11月25日、5thシングル「JUST NOW★」をリリース。

2016年
- 3月8日、6thシングル「Thanks a million〜ありがとう〜」をリリース。同シングルは楽曲候補をWEB上にアップしてネット投票で決定、また歌詞も「ありがとう」をテーマにTwitterにて短い文章を募集し、メンバーとファンの思いを繋ぎ合わせて作った作品。
- 7月、初のワンマンツアー「notall 2nd Anniversary Tour!!~夏だ！騒ぐぜ！東名湾~」を7月2日に名古屋のライブホールM.I.D、7月9日に台湾のPIPE Live Music、7月30日に東京の原宿QUEST HALLで開催。また、同日に初のフルアルバムとなる「#Socialidol」をリリース。
- 10月30日、BLITZ HALLOWEEN 2016出演

※出演をかけたアイドル応援アプリ「CHEERZ」のイベントで渡邊ちこがイベント史上最高の1,039,822CHEERを獲得した。
2017年
- 4月19日、約1年ぶりのシングル「カピバラ時速50km/君にDA-DA-DAN」がユニバーサルミュージックよりリリース。この曲でメジャーデビューを果たす[12]。
- 5月4日、約23万人を動員する世界最大のジャパンフェス「Japan Expo」（フランス・パリ公演）内ライブメインステージへの出演権を競う、Japan Expo公式トーナメント大会で優勝。2017年7月6日 - 9日に行われるJAPAN EXPO出場が決定。因みに初戦から決勝まで全て1位で通過[13]。
- 7月23日、「CD売るの、辞めました」宣言と同時に、同タイトルのCDを定価0円でリリース。新たな取り組みにアイドル界や音楽業界その他からも注目を集め、Yahoo!ニューストップに掲載される。[14]CDはイベント会場だけでなく全国の協力店舗にて無料配布。ネットからの受付で送料のみでの配送も行っている。
- 6月 - 9月、notall 3rd Anniversary Tour〜ノタル本気だ。行くぜ！Zepp Tokyo!!〜を2017年6月30日に押上・WALLOP放送局を皮切りに同7月29日に名古屋・M.I.D、同8月13日に大阪MUSE、同9月10日にZepp Tokyoにて開催。また、ツアーファイナルのZepp Tokyoでは新曲「蝉時雨」を披露。10月に「CD売るの、辞めました。2」をリリースする事を発表。

2018年
- 9月8日・9日、主催フェス「ノタフェス 2018」を東武動物公園特設ステージにて2日間開催。アンバサダーに矢口真里が就任。
- 11月22日より「VILLAGE VANGUARD presents notall全国ツアー　今一番遊べるアイドル ～CD売らなくてごめんなツアーい〜」と題して全国ツアーを行う。notall×ヴィレッジヴァンガードコラボ商品「アイドル１番シリーズ」音楽の聞けるお菓子を４商品プロデュースし、全国のヴィレッジヴァンガードにて販売開始。

2019年
- 3月21日、品川インターシティホールでの全国ツアーファイナルをもって、渡邊ちこが脱退。3人体制となる。
- 8月22日、新メンバーとして、有村莉彩・広山楓・音井結衣の３名の加入発表。
- 9月1日、主催フェス「ノタフェス 2019」を音霊にて開催。この日より6人の新体制での活動を開始。アンバサダーに藤本美貴が就任。

2021年
- 7月2日、「春のTOKYO GRAVURE IDOL FESTIVAL ONLINE 2021（下記、春のTGIF）」と『週刊プレイボーイ』がコラボ開催した賞レース企画「春のTGIF週プレ賞」において広山楓がグランプリを受賞[15][16]。
- 12月3日、翌年2022年3月12日に豊洲PITで開催するワンマン公演にて佐藤遥、片瀬成美、田崎礼奈がnotallとしての活動を終了することを発表[17]。

2022年
- 5月21日、サンパール荒川 大ホールでの「WE ARE NOTALL TOUR 2022〜みんな笑って！はい、チーズ！〜」TOUR FINAL!!  をもって、佐藤遥、片瀬成美、田崎礼奈が卒業。
- 6月11日、ワロップ放送局 3F STUDIO WAROSでのnotall有村莉彩卒業会見イベントをもって、有村莉彩が卒業。
- 6月29日、新メンバーとして、新田清乃・夏井るな・美波舞緒の３名が加入。この日より5人の新体制での活動を開始。

## 作品

### デジタル配信
1. 恋のスマソークラ（2014年6月26日 配信）
スマートフォン、ソーシャルメディア、クラウドサービスといった新しいデジタルコミュニケーション手段がものすごい勢いで登場してきた日常の中で、ひとりの女の子が抱くアナログな恋愛感情をテーマにした楽曲を世界111ヵ国に配信。
ミュージックビデオは「みんなでプロデュースする」コンセプトにあわせ、撮影はiPhone 5S、編集はiPad Airと身近な機材のみで制作。YouTubeにて無料配信された[18]。
2. Ready Girl/ボクのカケラ/ミライ地球儀（2014年9月19日 配信）
ソーシャルを通じて一般応募から採用された楽曲「ボクのカケラ」を含むトリプルA面シングル。
3. Re:notall（2014年12月26日 配信）
新曲「ペンギン人間」を含む6曲入リのミックスマキシ。SNSを通じて海外クリエイターも参加、まさに世界中のファンと作った作品。
収録曲
  1. ペンギン人間
  2. Ready Girl（唐暁龍 Remix）
  3. 恋のスマソークラ（Freezer Remix）
  4. 恋のスマソークラ（neutrinoP Remix）
  5. 恋のスマソークラ（Tatsuya a la mode Remix）
  6. ペンギン人間（Instrumental）
4. my baby, my lover（2015年7月13日 配信）
表題曲「my baby, my lover」を含む3曲入リの1stアニバーサリーシングル。デジタル配信のほか、CDとしてもリリース。
5. JUST NOW★（2015年11月25日 配信）
表題曲「JUST NOW★」はガールズバンドCYNTIA✖久保こーじ✖notallのコラボ楽曲SNSで一般採用した人気曲「きらめけ☆tweet girl !!」「フィルター」を収録。
6. Thanks a million〜ありがとう〜（2016年3月8日 配信）
Twitterで投稿された「ありがとう」を繋いで歌詞にしたみんなの想い溢れる notall初のミディアムバラード「Thanks a million〜ありがとう〜」を始め「Happy Days」「ウサギツンデレラ」は一般公募から採用された。タワーレコード全店総合シングルチャート1位、オリコンデイリー5位獲得。
7. その先へ（2018年11月1日 配信）
デビュー４年目を迎えた彼女たちの等身大のメッセージソング。
ジャムフレンドCMソング「JAM FRIEND~Make you happy~」も収録
8. 白黒つけてよ恋の天下一舞踏会〜あーだこーだ言われてもそーだそーだというのがパンダ〜（2018年11月23日）
”notall×ヴィレッジヴァンガード”コラボ第1弾商品 「1番アイドルの味がするチョコレート」商品封入Mカード封入楽曲！
9. the Present（2019年02月16日）
”notall×ヴィレッジヴァンガード” コラボ商品第2弾「１番ナメられないアメ」Mカード封入楽曲。
作詞は佐藤遥が初挑戦。
10. AM6:30（2019年03月18日）
”notall×ヴィレッジヴァンガード” コラボ商品第3弾「１番ご飯にあうグミ 焼肉風味」Mカード封入楽曲。
11. 蛍火（2019/03/18）
”notall×ヴィレッジヴァンガード” コラボ商品第4弾「１番笑えるラスクスクスクス…」Mカード封入楽曲。
12. あふれゴリラ（2019年06月28日）
作詞作曲は田崎礼奈が担当。
13. 2度目の初恋は存在した（2020年02月03日 配信）
オリジナル書籍『NOT ALL』Mカード封入楽曲。初披露は2020年02月02日。
14. 水平線（2020年04月26日 配信）
6人体制第一弾の楽曲。初披露は2019年12月16日。
15. ふゆ、はる、なつ、あき、きみ（2020年11月05日 配信）  　「notall」×「鈴木まなか」第２弾コラボ楽曲。
16. DREAMIN’ City（2021年04月21日 配信）  　作詞はHi-SONGが担当。
17. Oh! She know it all（2021年05月23日 配信）  　作詞は音井結衣とY本真悟が担当。
18. 電光石火ちょうだい（2021年06月29日 配信）  　音楽プロデューサー「zopp」×「notall」コラボ楽曲。
19. 終わらないエチュード（2021年12月10日 配信）  　notallの主演舞台「暴走中」の劇中歌。
20. Bloom（2022年01月27日 配信）  　6人体制ラストシングル。作詞はHi-SONG & さわいまりもが担当。
21. アイだ（2022年08月04日 配信）  　notall、新体制初のシングル。
22. サクラパノラマ（2023年03月12日 配信）  　新体制セカンドシングル。　「ぷるぷル情報局」エンディングテーマ曲。
23. like a ”LANDSCAPE”（2023年8月20日 配信）

### シングル
1. my baby, my lover（2015年07月13日発売）（WPET-1005）
収録曲
  1. my baby, my lover
  2. 脳内ライブ
  3. お肉deナイト☆センセーション

レーベルはWALLOP ENTERTAINMENT。
2. .JUST NOW★（2015年11月25日発売）（WPET-1007）
収録曲
  1. JUST NOW★
  2. きらめけ☆tweet girl!!
  3. フィルター
3. Thanks a million ～ありがとう～（2016年3月8日発売）（WPET-1008）
  1. Thanks a million ～ありがとう～
  2. HappyDays
  3. ウサギツンデレラ
4. カピバラ時速50km/君にDA-DA-DAN（2017年4月17日発売）（TYPE-A POCS-1550, TYPE-B POCS-1551）
約1年ぶりとなる両A面シングル。
この曲でユニバーサルミュージックよりメジャーデビュー。
オリコンデイリーチャート11位。
オリコンウィークリーチャート20位。
5. CD売るの、辞めました。（2017年7月23日リリース）
収録曲は「#ハッシュタグはつけられない」「ウサギツンデレラ」。
ライブイベントや店舗で無料配布。
6. CD売るの、辞めました。2（2017年10月30日）
収録曲は「蝉時雨」「JUST NOW★」
ライブイベントや店舗で無料配布。
7. JAM FRIEND ~Make you happy!~（2018年12月28日）[19]
収録曲は「JAM FRIEND ~Make you happy!~」「その先へ」
ライブイベントや店舗で無料配布。

### アルバム
1. #Socialidol（2016年7月30日 配信）（WPET-1009）
デビュー2年目にして初のフルアルバム。様々なジャンルのクリエーターと共に創り上げた、まさにソーシャルアイドルを体現する至極の1枚。OvertureはReady Girl（唐暁龍Remix）のイントロを採用。
収録曲
  1. Overture
  2. きらめけ☆tweet girl!!
  3. my baby, my lover
  4. マジ
  5. お肉Deナイト☆センセーション
  6. UNU
  7. フィルター
  8. ウサギツンデレラ
  9. Step by Step
  10. HappyDays
  11. Don't Give up!

### ミニアルバム
1. ペンギン人間（2015年2月25日 配信）（WPET-1004）
amazonデジタル配信1位を獲得した3曲を含む、6曲入りのベストミニアルバム。
収録曲
  1. ペンギン人間
  2. READY GIRL
  3. 恋のスマソークラ
  4. トキメキラテアート
  5. ボクのカケラ
  6. ミライ地球儀

### 未音源化曲
1. We are notall!!!!

## イベント・コンサート
- デビューライブ、ワールドグルメ＆ミュージックフェスタ in 代々木公園 2014（2014年6月29日）[6]
- 初のワンマンライブ「notall 1st Anniversary Live ～Co-Creation Summer Party～」を新宿ReNYにて開催。（2015年7月12日）
- 初のワンマンツアー「notall 2nd Anniversary Tour!!~夏だ！騒ぐぜ！東名湾~」を2016年7月2日に名古屋・ライブホールM.I.D、7月9日に台湾・PIPE Live Music、7月30日に東京・原宿QUEST HALLで開催。
- 「宴<notage> 〜紅の杯〜」を渋谷WWW Xにて開催。出演はnotall、FES☆TIVE、まねきケチャ。（2016年12月6日）
- メジャーシングル「君にDA-DA-DAN」のリリースを記念して北海道から沖縄までの初の全国ツアーを敢行。
- 「宴<notage>」を半年ぶりにduo MUSIC EXCHANGEにて開催。出演はnotall(主催)、エルフロート、STARMARIE、FES☆TIVE。（2017年6月6日）
- 3rd Anniversary Tour! 「ノタル本気だ。行くぜ！Zepp Tokyo!!」を2017年6月30日に東京・WALLOP放送局、7月29日に名古屋・ライブホールM.I.D、8月13日に大阪・大阪MUSE、9月10日に東京・ZeppTokyoにてツアーファイナルワンマン公演を行う。
- 3度目となる「宴<notage>」を渋谷duo MUSIC EXCHANGEにて開催。出演はnotall(主催)、アップアップガールズ（仮）、GANG PARADE。（2017年12月13日）
- 「宴-notage-第四夜」をTSUTAYA O-EASTにて開催。出演はnotall(主催)、こぶしファクトリー、BiS 1st、BiS 2nd。（2018年6月12日）
- 「ノタFES2018」（2018年9月8日・9日、東武動物公園イベントステージ）[20]
- 「宴-notage-第五夜」を赤坂BLITZにて開催。出演はnotall(主催)、こぶしファクトリー、ザ・フーパーズ、神宿。（2018年12月11日）
- 全国ツアー「VILLAGE VANGUARD presents notall全国ツアー　今一番遊べるアイドル ～CD売らなくてごめんなツアーい〜」全国ツアーファイナルは3月21日、品川インターシティホールにて開催。
- 「ノタFES2019」（2019年9月1日、OTODAMA SEA STUDIOにて開催）
- 「宴-notage-第六夜」をマイナビ赤坂BLITZにて開催。出演はnotall(主催)、二丁目の魁カミングアウト、神使轟く激情の如く。（2019年12月16日）

## 出演
※グループでの出演のみ記載。
個人での活動はそれぞれのメンバーの記事を参照。

### テレビ番組
- 目指せ！超ドSフェスタしずおか。四二〇〇八五五（2017年1月10日、静岡放送）
- notall.ch （2017年7月16日、26:35-27:05、TOKYO MX） ※地上波初の冠番組

### ラジオ
- 「宮川賢の日曜!えぴきゅりあん」（2014年6月26日、アール・エフ・ラジオ日本）
- 「東大生がアイドルを研究してみた! 第6回」（2014年8月7日、下北FM）
- 「カモ☆れでぃ★Night!」（2017年04月07日、FM愛媛）
- 「カモ☆れでぃ★Night!」（2019年01月25日、FM愛媛）

### インターネット番組
- 「矢口真里の火曜The NIGHT」♯90、131、148、159（2018年1月16日、11月28日、2019年4月24日、7月24日、2022年5月25日[21]、AbemaTV）- 148は田崎のみ、2022年5月は広山のみ
- 極楽とんぼ KAKERU TV #47（2018年5月10日[22]、AbemaTV）

### イメージキャラクター
- 「キタコレ!」（2014年 - ） ※キタコレガールズとして出演
- 「チャリティー年賀状」

### インターネット
- 「戦国アイドル無双」（2014年8月3日、ワロップ放送局）
- 「tokyo torico」（2014年8月、毎月第四火曜、ワロップ放送局）
- 「タブロイド」（2014年12月、2015年1月） ※「おは用語」月間ナビゲーター
- 「notallのスマソークラジオ」（2014年12月5日 - 、毎週水曜、ワロップ放送局）

### 雑誌・フリーペーパー
- 「すみだDiscovery」（2014年7月号）表紙&巻頭特集
- 「UNIT Vol1」（2017年）表紙＆巻頭特集
- 「UNIT Vol2」（2018年）特集記事

### テレビCM
- ドラゴンクエストビルダーズ（2015年）
- ジャムフレンド（2017年）
- LIFULL HOME'S（ライフルホームズ） お部屋探し女子会編（2018年）